# Идо
И́до (от эсп. ido — потомок) — плановый международный язык, принятый в 1907 году Делегацией по принятию международного вспомогательного языка как усовершенствованный вариант эсперанто. Считается, что его автором был французский эсперантист Луи де Бофрон, представлявший в этой Делегации интересы Заменгофа, создателя эсперанто. Кроме него в создании нового языка участвовали французский математик Луи Кутюра, российско-германский физик Вильгельм Оствальд и датский лингвист Отто Есперсен.

## История
На первых порах идо нанёс значительный ущерб эсперанто-движению — на идо перешли до 10 % всех эсперантистов. Однако первые годы распространения и употребления идо прошли под знаком непрерывных изменений языка. Среди идистов возникли раздоры между «консерваторами» и сторонниками дальнейших реформ. Учебники и словари идо быстро устаревали, и в этом он терял своё качество как средства общения, вызывал неудовольствие со стороны своих последователей. Некоторые выдающиеся реформаторы создали даже новые проекты международного языка: эсперантидо, новиаль и другие, не получившие заметного числа сторонников. Движение идо пошло на убыль и к середине XX века уменьшилось до мизерных объёмов.
В начале XXI века, однако, наблюдается некоторый рост числа сторонников языка идо, преимущественно в Западной Европе. Объективно идо далеко продвинул эсперантологию, расширил опыт лингвопроектирования и обогатил эсперанто. Из идо в эсперанто перешли некоторые удачные суффиксы (-iz-, -oz-…), слова и выражения.

## Особенности по сравнению с эсперанто
В идо по сравнению с эсперанто было внесено множество изменений на всех уровнях языка: фонетики и орфографии, морфологии, лексики и синтаксиса. Однако самыми заметными являются фонетико-орфографические и морфологические изменения, в меньшей степени — лексические.
В области фонетики была сделана поправка на орфографию: для того, чтобы «уложиться» в новолатинский алфавит без диакритик и дополнительных букв, из фонетической системы эсперанто была исключена фонема /x/ (в графике эсперанто — буква ĥ), однако в собственных именах /x/ либо заменяется на /k/, либо сохраняется и обозначается диграфом kh. Также введено факультативное произношение фонемы /ʒ/ (буква j) как аффрикаты [ʤ] (в эсперанто это разные фонемы: /ʒ/ ĵ и /ʤ/ ĝ), но в собственных именах, чтобы избежать двусмысленности, /ʤ/ обозначается сочетанием dj.
Место ударения при чтении записанного текста в идо установить сложнее, чем в эсперанто, хотя общее правило постановки на предпоследнем слоге почти не изменилось, ср. эсп. língvo ~ идо linguo (из записанного не ясно, /língwo/ или /lingúo/, ср. идо arborglúo), эсп. familío ~ идо familio (из записанного не ясно, /famíljo/ или /familío/, ср. идо despía). Также в идо в правиле об ударении было введено исключение, касающееся инфинитивов, где ударение нужно ставить на последнем слоге слова: lektár.
В области графики и орфографии создателями идо была сделана попытка приблизиться к неким традиционным для западноевропейских (в первую очередь романских) языков орфографическим нормам. Однако, это привело к утрате однозначного соответствия между фонемой и буквой: фонемы /ʃ/ и /ʧ/ стали обозначаться буквосочетаниями (sh и ch соответственно; при этом, если буквы относятся к разным морфемам, то они читаются раздельно, как /sh/ и /ʦh/); наоборот, звукосочетание /ks/ стало обозначаться одной буквой x (при этом, если /k/ и /s/ относятся к разным морфемам, то пишется ks). Фонемы /w/ и /j/ (в эсперанто — буквы ŭ и j соответственно) стали обозначаться двояко: /w/ — буквами w и u (в сочетании /CwV/), а /j/ — буквами y и i (в сочетании /CjV/), при этом был введён дополнительно диграф qu, читающийся как /kw/ (при этом /gw/ пишется gu).
В области морфологии были внесены следующие изменения по сравнению с эсперанто:
- Изменение формы множественного числа имен с агглютинативного форманта -o-j на флективный -i;
- Необязательность употребления форманта прямого дополнения -n («винительного падежа»), а также прекращение использования его в значении директива;
- Определения, обозначаемые формантом -a, стали неизменяемыми и не согласуются с определяемым именем в числе (в эсперанто неизменяемыми были артикль la, собирательное числительное ambaŭ «оба», местоимение mem «сам», а также kies, kiom и другие, кончающиеся на согласные);
- Инфинитив стал обозначаться агглютинативными формантами -a-r, -i-r, -o-r (где -a-, -i-, -o- — показатели времени, как в изъявительном наклонении);
- А также некоторые другие изменения.

В области лексики была исправлена значительная часть слов, причём принципов исправлений было два, с противоположным уклоном: с одной стороны, слова приводились в более «естественный» вид (часто просто графически), с другой, — слова, наоборот, подвергались упрощению, чтобы «облегчить» произношение (например: absceso > abceso, scienco > cienco), что иногда делало их нераспознаваемыми и противоречило принципу «естественности» формы слова.
Однако основная работа создателей идо была направлена на исправление системы словообразования эсперанто. В эсперанто корень обычно привязан к определённой части речи, что влияет на способы и формы словообразования от данного корня. В идо корень сам по себе не относится ни к какой части речи, что теоретически должно было освободить учащегося от запоминания того, как от какого корня нужно образовывать производные слова. Однако, вместе с этим в идо была введена романская система образования имён действия и имён деятеля, в результате чего привязка корней к частям речи фактически сохранилась, ср. в эсперанто прил. granda «большой» → имя действия grando «величина», имя деятеля grandulo «великан» и глагол bati «бить» → имя действия bato «избиение», имя деятеля batisto «избиватель». В идо от прилагательных и от глаголов имена действия и деятеля образуются по-разному: granda → grandeso «величина», grando «великан», batar → bato «избиение», batisto «избиватель». Здесь видно, что имя действия от глагола имеет ту же форму, что имя деятеля от прилагательного, по этой причине нужно точно знать, является ли в идо корень глагольным или прилагательным.
Помимо этого в идо была отменена практика использования аффиксов в качестве самостоятельных слов, а также введено большое количество дополнительных аффиксов для более точного выражения тех или иных семантических нюансов (ср. эсп. legisto «чтец» ~ идо lektisto «профессиональный чтец» и lektero «чтец-любитель» и под.).
В эсперанто особое обозначение имеют лишь одушевлённые имена, обозначающие лиц женского пола (за исключением суффиксов фамильярного обращения), в идо — и мужского пола также, тогда как отсутствие суффикса указывает на относимость к обоим полам сразу, ср. эсп. frato «брат», fratino «сестра» ~ идо frato «брат/сестра», fratulo «брат», fratino «сестра».
В области синтаксиса можно отметить следующие изменения:
- Хотя и в эсперанто, и в идо положение прилагательного относительно определяемого слова не закреплено, но в эсперанто прилагательные принято ставить перед определяемым словом (влияние славянских и германских языков), а в идо — после (влияние романских языков).
- В идо, в отличие от эсперанто[источник не указан 1570 дней], возможен оборот «винительный с инфинитивом». При этом в эсперанто используется придаточное предложение со сказуемым в изъявительном наклонении, а идо использует инфинитив в соответствующем времени: ср. эсп. mi vidas ke li legas «я вижу, что он читает»/mi vidas ke li legis «я вижу, что он читал»/mi vidas ke li legos «я вижу, что он будет читать» ~ идо me vidas il lektar «я вижу, что он читает»/me vidas il lektir «я вижу, что он читал»/me vidas il lektor «я вижу, что он будет читать».
- Инфинитив в эсперанто в качестве именной части сказуемого требует наречия, в идо инфинитив требует прилагательного, ср. эсп. vivi estas bone «жить — хорошо» ~ идо vivar esas bona.

Сочетание и даже некоторое противоборство двух принципов — приближения к естественным (в первую очередь романским, особенно французскому) языкам и принципа априорности придают идо своеобразный вид.

### Фонология
|               | Губно- губные | Губно- губные | Губно- зубные | Губно- зубные | Альвеолярные | Альвеолярные | Пост- альвеолярные | Пост- альвеолярные | Палатальные | Палатальные | Велярные | Велярные | Глоттальные | Глоттальные |
| ------------- | ------------- | ------------- | ------------- | ------------- | ------------ | ------------ | ------------------ | ------------------ | ----------- | ----------- | -------- | -------- | ----------- | ----------- |
| Носовые       |               | m             |               |               |              | n            |                    |                    |             |             |          |          |             |             |
| Взрывные      | p             | b             |               |               | t            | d            |                    |                    |             |             | k        | ɡ        |             |             |
| Аффрикаты     |               |               |               |               | t͡s           |              | t͡ʃ                 |                    |             |             |          |          |             |             |
| Фрикативные   |               |               | f             | v             | s            | z            | ʃ                  | ʒ                  |             |             |          |          | h           |             |
| Одно- ударные |               |               |               |               |              | ɾ            |                    |                    |             |             |          |          |             |             |
| Аппроксиманты |               |               |               |               |              | l            |                    |                    |             | j           |          | w        |             |             |

### Орфография
Идо использует те же 26 букв латинского алфавита, что и английский, хотя значения некоторых букв отличаются. Идо не использует диакритические знаки.
| Буква | МФА  | Эсперанто | Русский   |
| ----- | ---- | --------- | --------- |
| a     | a    | a         | а         |
| b     | b    | b         | б         |
| c     | t͡s   | c         | ц         |
| d     | d    | d         | д         |
| e     | e    | e         | е, э      |
| f     | f    | f         | ф         |
| g     | ɡ    | g         | г         |
| h     | h    | h, (ĥ)    | х         |
| i     | i    | i         | и         |
| j     | ʒ    | ĵ, (ĝ)    | ж         |
| k     | k    | k         | к         |
| l     | l    | l         | л         |
| m     | m    | m         | м         |
| n     | n    | n         | н         |
| o     | o    | o         | о         |
| p     | p    | p         | п         |
| r     | ɾ    | r         | р         |
| s     | s    | s         | с         |
| t     | t    | t         | т         |
| u     | u    | u         | у         |
| v     | v    | v         | в         |
| w     | w    | ŭ         | у краткое |
| x     | /ks/ | ks        | кс        |
| y     | j    | j         | й         |
| z     | z    | z         | з         |

Кроме того, в идо есть три диграфа:
| Диграф | МФА  | Эсперанто | Русский |
| ------ | ---- | --------- | ------- |
| ch     | t͡ʃ   | ĉ         | ч       |
| qu     | /kw/ | kv        | qu/ку   |
| sh     | ʃ    | ŝ         | ш       |

### Грамматика
| Грамматическая форма         | Идо        | Русский         | Русский     | Эсперанто      | Эсперанто    |
| ---------------------------- | ---------- | --------------- | ----------- | -------------- | ------------ |
| Имя существительное (ед. ч.) | -o (libro) | книга           | книга       | -o (libro)     | -o (libro)   |
| Имя существительное (мн. ч.) | -i (libri) | книги           | книги       | -oj (libroj)   | -oj (libroj) |
| Имя прилагательное           | -a (varma) | тёплый(-ая)     | тёплый(-ая) | -a (varma)     | -a (varma)   |
| Наречие                      | -e (varme) | тепло           | тепло       | -e (varme)     | -e (varme)   |
| Инфинитив (н. в.)            | -ar (irar) | уходить         | идти        | -anti (iranti) | -i (iri)     |
| Инфинитив (п. в.)            | -ir (irir) | уйти            | идти        | -inti (irinti) | -i (iri)     |
| Инфинитив (б. в.)            | -or (iror) | собираться уйти | идти        | -onti (ironti) | -i (iri)     |
| Настоящее время              | -as (iras) | иду             | иду         | -as (iras)     | -as (iras)   |
| Прошедшее время              | -is (iris) | шёл             | шёл         | -is (iris)     | -is (iris)   |
| Будущее время                | -os (iros) | пойду           | пойду       | -os (iros)     | -os (iros)   |
| Повелительное наклонение     | -ez (irez) | иди(-те)        | иди(-те)    | -u (iru)       | -u (iru)     |
| Условное наклонение          | -us (irus) | пойду (ли)      | пойду (ли)  | -us (irus)     | -us (irus)   |

### Местоимения
|           | ед. ч. | ед. ч.      | ед. ч. | ед. ч. | ед. ч. | ед. ч. | ед. ч.     | мн. ч. | мн. ч. | мн. ч. | мн. ч. | мн. ч. | мн. ч. | н. ф. |
| 1 лицо    | 2 лицо | 2 лицо      | 3 лицо | 3 лицо | 3 лицо | 3 лицо | 1 лицо     | 2 лицо | 3 лицо | 3 лицо | 3 лицо | 3 лицо |        | н. ф. |
| 1 лицо    | 2 лицо | 2 лицо      | м. р.  | ж. р.  | с. р.  | общее  | 1 лицо     | 2 лицо | м. р.  | ж. р.  | с. р.  | общее  |        | н. ф. |
| --------- | ------ | ----------- | ------ | ------ | ------ | ------ | ---------- | ------ | ------ | ------ | ------ | ------ | ------ | ----- |
| Русский   | я      | ты          | Вы     | он     | она    | оно    | он/она/оно | мы     | вы     | —      | —      | —      | они    |       |
| Эсперанто | mi     | ci (редкий) | vi     | li     | ŝi     | ĝi     | ĝi         | ni     | vi     | —      | —      | —      | ili    | oni   |
| Идо       | me     | tu          | vu     | il(u)  | el(u)  | ol(u)  | lu         | ni     | vi     | ili    | eli    | oli    | li     | on(u) |

## Википедия
Существует раздел Википедии на этом языке — io:.
На 16 июля 2025 года в Википедии на идо насчитывается 56 993 статьи.

## Примеры
Из языка идо было заимствовано название «Интергельпо» — производственного кооператива этнических чехов в Киргизии, существовавшего в довоенный период.

### «Отче наш»
| Идо | Эсперанто (сравнение) |
| --- | --- |
| Patro nia qua esas en la cielo, Vua nomo esez santigata; Vua regno arivez; Vua volo esez obediata, Quale en la cielo, tale sur la tero. Nia singladi’ panon donez a ni cadie, E remisez a ni nia debaji, Quale anke ni remisas a nia debanti, E ne duktez ni aden la tenteso, Ma liberigez ni del malajo. | Patro nia, kiu estas en la ĉielo, sanktigata estu via nomo. Venu via Regno. Fariĝu via volo, kiel en la ĉielo tiel ankaŭ sur la tero. Nian panon ĉiutagan donu al ni hodiaŭ kaj pardonu al ni niajn ŝuldojn, kiel ankaŭ ni pardonas al niaj ŝuldantoj. Kaj ne konduku nin en tenton, sed liberigu nin de la malbono. |